# Orduspor
El Orduspor es una entidad deportiva turca que fue fundada en 1967 por 19 Eylül Stadı y otros muchachos de la escuela secundaria de Ordu Üniversitesi. Juegan en la ciudad de Ordu, en el estadio 19 Eylül con capacidad para 14.000 espectadores.

## Participación en competiciones de la UEFA

### UEFA Cup/UEFA Europa League
| Temporada | Ronda | País           | Club             | Casa | Visita | Global |
| --------- | ----- | -------------- | ---------------- | ---- | ------ | ------ |
| 1979–80   | 1     | Checoslovaquia | FC Baník Ostrava | 2-0  | 0–6    | 2-6    |